# Brug 1173
Brug 1173 is een bouwkundig kunstwerk in Amsterdam-Zuidoost.
De brug is een zogenaamde duikerbrug. Zij werd in 1968/1969 gelegd in een brede afwateringstocht tussen de K-Buurt met Kantershof en het park Bijlmerweide. Het park en het water zijn daar voor de helft om de buurt heen aangelegd. De brug verbindt de buurt en het park alleen voor voetgangers en fietsers. In het park en de woonwijken eromheen liggen meerdere van dit type duikers, die een identieke uitstraling hebben. Ze liggen op maaiveldniveau waardoor voetgangers en fietsers over een bult in het landschap moeten gaan. De duiker is circa 32 meter lang en 4 meter breed. De doorvaarthoogte is theoretisch: er is geen commerciële scheepvaart mogelijk in de gracht. Alle bouwonderdelen zijn in beton uitgevoerd, conform het ontwerp van de Dienst der Publieke Werken (specifieke ontwerper onbekend).
Het Kraaiennestpad, een tweeënhalve kilometer lang voet- en fietspad tussen Bijlmerweide (oost) en Abcouderpad (west) voert over de duiker. 
Elders in de wijk Zuidoost zijn soortgelijke duikers geplaatst. 
<<< · 1100 · 1101 · 1107 · 1008 · 1009 · 1110 · 1111 · 1119 · 1121 · 1122 · 1123 · 1124 · 1125 · 1126 · 1127 · 1128 · 1129 · 1130 · 1131 · 1132 · 1133 · 1134 · 1135 · 1139 · 1140 · 1141 · 1142 · 1143 · 1144 · 1145 · 1146 · 1148 · 1149 · 1150 · 1151 · 1152 · 1153 · 1154 · 1155 · 1156 · 1157 · 1159 · 1162 · 1163 · 1164 · 1165 · 1167 · 1170 · 1171 · 1172 · 1173 · 1174 · 1175 · 1176 · 1177 · 1179 · 1180 · 1181 · 1182 · 1183 · 1184 · 1186 · 1187 · 1188 · 1189 · 1190 · 1191 · 1192 · 1193 · 1194 · 1195 · 1196 · 1197 · 1198 · 1199 · >>>
Brugnummers 1102-1106 (gesloopt), 1112-1118 (gesloopt), 1120, 1136-1138, 1145, 1147, 1158 (onbekend), 1160, 1161, 1166, 1168, 1169, 1178 en 1185 (voetbrug Bijlmerweide bouw 1970, sloop 2015) zijn niet (meer) vergeven.